# Замет

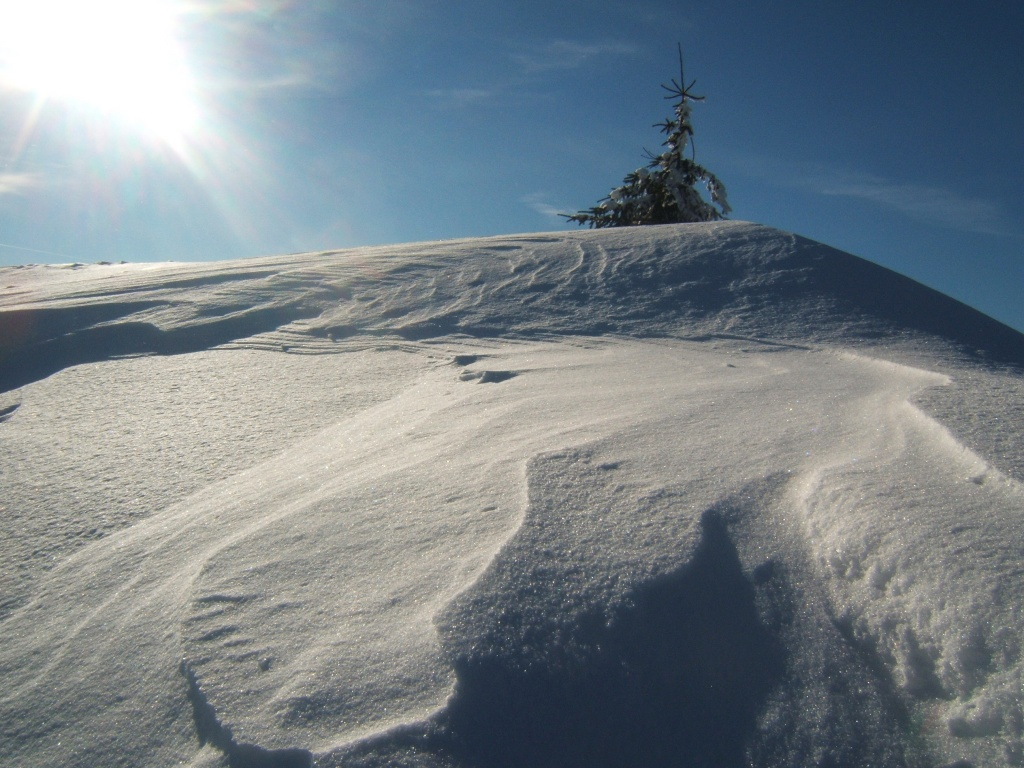

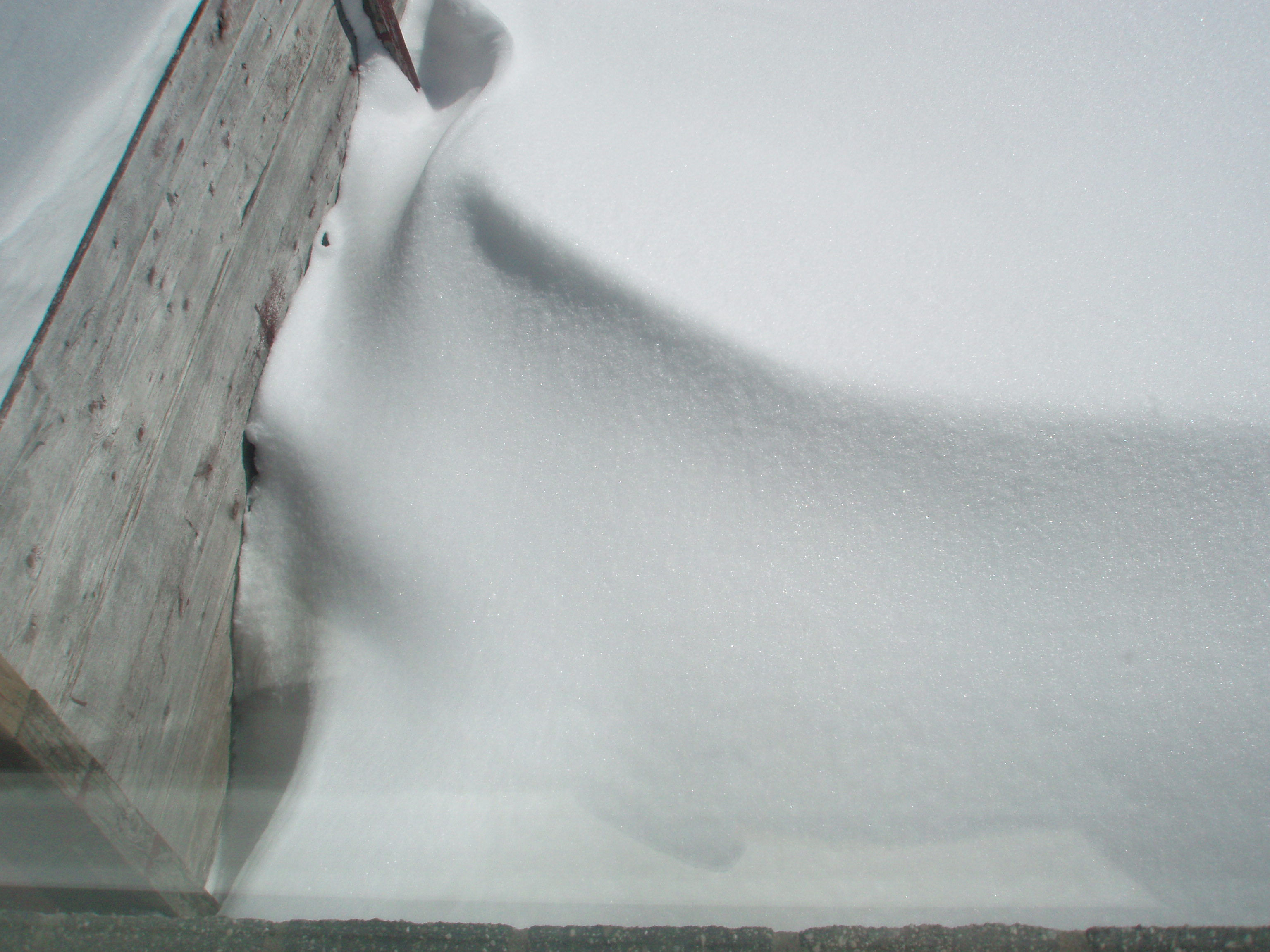
Замет

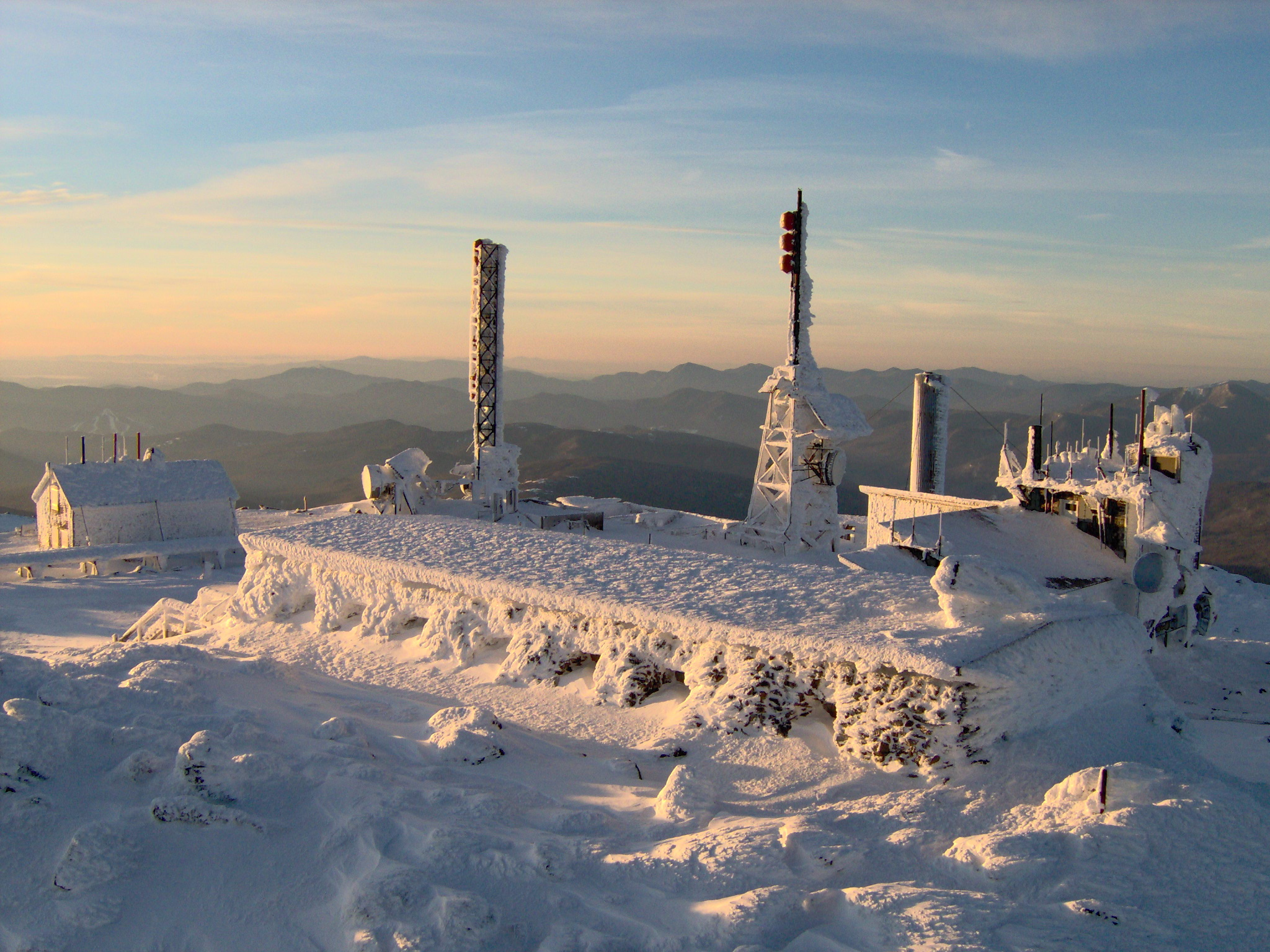
Будівля у заметі.

Заме́т — наметена вітром кучугура снігу.

## Протидія
Захист від заметів (снігозахист) доріг та об'єктів виконують у такий спосіб:
- (1) встановленням снігових загород, які можуть бути суцільними, снігопроникними, одно- чи багаторядними; висаджуванням снігозатримних насаджень тощо.
- (2) спеціальні конструкції та розташування споруд, які унеможливлюють чи утруднюють снігозанесення - на високому насипі, опорах, особливої форми тощо.
- (3) закріплення снігу в полі, звідки він може наноситися. Снігозатримка в полі може здійснюватися висаджуванням рослин з високим стеблом, яке затримує сніг, висаджуванням снігозатримних смуг зелених насаджень (посадок), снігоущільненням, встановленням різних перешкод тощо.